# 艾伦堡
艾伦堡（德語：Eilenburg，發音：[ˈaɪlənˌbʊʁk] ⓘ，發音：[ˈjiwɔf]）是德国萨克森州北萨克森县的城市，面积46.84平方千米，2023年12月31日人口为16,201人。